# 제주목
제주목(濟州牧)은 고려 및 조선시대에 오늘날 제주특별자치도 제주시에 존재했던 목으로, 전라도에 속했다. 제주목사가 다스렸으며 제주목사의 관아로 제주목 관아가 있다.

## 같이 보기
- 제주목 관아
- 정의현
- 대정현